# 辛偉強
辛偉強（英語：Sun Wai Keung，1971年4月10日—），藝名申偉強，香港男演員，1994年出道，曾演繹逾百個舞台劇角色:1:1，先後17次獲香港舞台劇獎提名:1，並四度獲獎:2。近年亦參與電視節目《選角》擔任演技導師:1，演出電視劇《光明大押》:1，舉辦海外小型劇場創作及讀劇演出，助培育海外華人演藝人材。

## 背景

### 早年生活
辛偉強成長於香港，就讀於溥仁小學（1977-1983年）。1983年入讀可立中學，學校每年舉辦「戲劇之夜」，作為台下觀眾，看不過台上參差不齊的演技，中三那年決意參加劇社，演技獲負責戲劇演出的杜國威老師賞識，杜亦成為他戲劇上的啟蒙者:1。中學時期曾在校內戲劇比賽連續兩屆獲《最佳男演員獎》(1986/87年度及1987/88年度)。中學畢業後，放棄報讀時稱香港理工學院設計學院，毅然選擇香港演藝學院戲劇學院，正式踏上專業演藝之路。

### 演藝事業
辛偉強於1994年畢業於香港演藝學院戲劇學院表演系，就讀演藝學院期間，獲《最有潛質演員獎》 (1990/91年度)，兩次《傑出演員獎》 (1992/93年度 及 1993/94年度)； 另三次獲獎學金，包括：《藝人訓練校友會獎學金》(1990/91年度),《成龍慈善基金會獎學金》(1992/93年度) 及《渣打銀行獎學金》(1993/94年度)。1994年加入香港話劇團成為全職演員，慶獲殿堂級戲劇前輩鍾景輝及毛俊輝先生鞭策，砥礪前行。年輕時拼搏不懈:2，不惜帶傷抱恙演出:1，力求完美。於1999年首當男主角出演易卜生 (Henrik Ibsen) 名著《培爾•金特》(Peer Gynt），飾演少年培爾，成為話劇團主要演員。
及至2024年，他離開香港話劇團成為自由身演員，在30年間共演活過百角色:1:1:2:2，多次赴外地公演:2:2:1，並參與兩岸三地聯演:1:1:1。縱觀所演角色，辛偉強戲路廣泛，時古時今，時忠時奸，時強時弱:1，時喜時悲:1，善於運用台詞與舞台元素賦予角色生動色彩，將本來平凡的角色重新詮釋演活，無論極端性格或情感轉變，總能一步到位，獲金馬影帝謝君豪先生讚譽為「名副其實嘅舞台劇帝」。
至於幕後創作方面則包括：配音、副導演、助理導演、聯合編劇、故事創作以及戲劇導師等:1:3:3。

### 個人生活
辛偉強在演藝工作上與潘璧雲小姐投缘相惜，於2008年結為夫婦，並親自創作漫畫與情歌為婚禮增添藝術氛圍。婚後共同發展演藝及文化事業。
夫妻倆珍視動物權益:3，反對販賣寵物，積極救助棄養動物，曾多次從險境中營救垂危野貓野狗:1，家中常在收養被棄動物:2 ，最高峰同時撫養十貓十狗:2。近年一同轉為素食，力求健康延年:3。

### 近況
辛偉強於2020年改以藝名申偉強拓展演藝事業新篇章。除舞台劇外，2024年亦擔任電視節目《選角》 的演技導師，2025年演出電視劇《光明大押》:2。除了演出，還參與本地演藝人才培訓、寫作、海外小型劇場創作及帶領新人讀劇等。

## 演出作品

### 舞台劇[18]:3[19]:3[1]:4[2]:4
| 年份                                                           | 劇名                                         | 角色                                     | 地點                                  |
| 1994                                                           | 《竹林七賢》                                 | 成濟                                     | 西灣河文娛中心劇院                    |
| 1994                                                           | 《城寨風情》                                 | 金大強（主要角色）                       | 香港文化中心大劇院                    |
| 1994                                                           | 《黑鹿開口了》                               | 風哨（主要角色）                         | 香港文化中心劇場                      |
| 1995                                                           | 《南海十三郎》（重演）                       | 五人組（主要角色）                       | 西灣河文娛中心劇院、 沙田大會堂演奏廳 |
| 1995                                                           | 《三姊妹》                                   | 軍官                                     | 香港大會堂劇院                        |
| 1995                                                           | 《一僕二主》                                 | 群眾                                     | 上環文娛中心劇院                      |
| 1995                                                           | 《荒謬及後現代之夜-哈姆雷特機器/禿頭女高音》 | 哈姆雷特C（主要角色）                    | 西灣河文娛中心劇院                    |
| 1995                                                           | 《紅房間、白房間、黑房間》                   | 申大毛（主要角色）                       | 香港大會堂劇院                        |
| 1996                                                           | 《城寨風情》（重演）                         | 金大強（主要角色）                       | 香港文化中心大劇院                    |
| 《愛情觀自在》                                                 | 信衆                                         | 香港文化中心劇場                         |                                       |
| 《造謠學堂》                                                   | 勾你仆                                       | 香港文化中心劇場                         |                                       |
| 《miss杜十娘》                                                 | 柳遇春                                       | 香港大會堂劇院                           |                                       |
| 1997                                                           | 《仲夏夜之夢》                               | 精靈                                     | 香港文化中心大劇院                    |
| 《梧桐別墅》                                                   | 吳有根                                       | 香港大會堂劇院                           |                                       |
| 《一九四一》                                                   | 日本軍官                                     | 香港文化中心劇場                         |                                       |
| 《城寨風情》（三度公演）                                       | 金大強（主要角色）                           | 香港文化中心大劇院                       |                                       |
| 《春秋魂》                                                     | 群眾                                         | 西灣河文娛中心劇院                       |                                       |
| 《誰遣香茶挽夢回》                                             | 裝修仔                                       | 香港文化中心大劇院                       |                                       |
| 1998                                                           | 《瘋雨狂居》                                 | John（主要角色）                         | 香港文化中心劇場                      |
| 《北京大爺》                                                   | 德文滿（主要角色）                           | 香港大會堂劇院                           |                                       |
| 《愛情觀自在》（重演）                                         | 信衆                                         | 香港文化中心劇場                         |                                       |
| 《戇病夫妙計是真情》                                           | 奇列池（主要角色）                           | 西灣河文娛中心劇院                       |                                       |
| 《紅色的天空》                                                 | 兒子                                         | 西灣河文娛中心劇院                       |                                       |
| 《德齡與慈禧》                                                 | 福祥                                         | 香港文化中心劇場                         |                                       |
| 1999                                                           | 《地久天長》                                 | 小富的朋友                               | 香港大會堂劇院                        |
| 《培爾•金特》                                                  | 少年培爾（男主角）                           | 香港文化中心大劇院                       |                                       |
| 《誰家老婆上錯床》                                             | 魯禮                                         | 香港文化中心劇場                         |                                       |
| 《死水微瀾》                                                   | 群眾                                         | 香港大會堂劇院                           |                                       |
| 《開市大吉》                                                   | 兒子                                         | 香港文化中心劇場                         |                                       |
| 1999-2000                                                      | 《歴奇》                                     | 三人組（主要角色）                       | 香港文化中心大劇院                    |
| 2000                                                           | 《尋人的眼睛》                               | 子                                       | 香港大會堂劇院                        |
| 《讓我愛一次》                                                 | Ken                                          | 香港文化中心劇場                         |                                       |
| 《仲夏夜之夢》（重演）                                         | 精靈                                         | 香港文化中心大劇院                       |                                       |
| 《黃金谷》                                                     | 群眾                                         | 上環文娛中心香港話劇團黑盒劇場           |                                       |
| 《一拍兩散偷錯情》                                             | 偷情男（主要角色）                           | 葵青劇院演奏廳                           |                                       |
| 2001                                                           | 《德齡與慈禧》（重演）                       | 福祥                                     | 香港文化中心劇場                      |
| 《明月何曾是兩鄉》                                             | 拉麵店徒弟                                   | 香港大會堂劇院                           |                                       |
| 《靈慾劫》                                                     | 莊•普特（男主角）                            | 香港大會堂劇院                           |                                       |
| 《地久天長》（重演）                                           | 小富的朋友                                   | 香港文化中心劇場                         |                                       |
| 《香港一定得！》                                               | 群眾                                         | 葵青劇院演奏廳                           |                                       |
| 《凡尼亞舅舅》                                                 | 泰列金                                       | 香港大會堂劇院                           |                                       |
| 2002                                                           | 《還魂香》                                   | 賴少秋                                   | 香港文化中心大劇院                    |
| 《戀戀4x6》                                                    | 群眾                                         | 上環文娛中心香港話劇團黑盒劇場           |                                       |
| 《如夢之夢》                                                   | 年輕王德寶（主要角色）                       | 香港文化中心劇場                         |                                       |
| 《讓我愛一次》（重演）                                         | Ken                                          | 西灣河文娛中心劇院                       |                                       |
| 《新傾城之戀》                                                 | 范柳原手下                                   | 香港文化中心大劇院                       |                                       |
| 2003                                                           | 《Rape病毒》                                 | 少年                                     | 香港藝術中心壽臣劇院                  |
| 《雷雨謊情》                                                   | 劇作家（男主角）                             | 葵青劇院演藝廳                           |                                       |
| 《請你愛我一小時》                                             | 約翰（男主角）                               | 香港藝術中心壽臣劇院                     |                                       |
| 《長髮幽靈》                                                   | 片埸大叔                                     | 西灣河文娛中心劇院                       |                                       |
| 《時間列車0:00》                                               | S（主要角色）                                | 香港大會堂劇院                           |                                       |
| 《酸酸甜甜香港地》                                             | 拉麵店徒弟                                   | 香港文化中心大劇院                       |                                       |
| 2004                                                           | 《家庭作孽》 (第32屆香港藝術節參選劇目)      | 弟弟                                     | 香港文化中心劇場                      |
| 《梅花扇》                                                     | 楊龍友                                       | 香港大會堂劇院                           |                                       |
| 《不可兒戲》 (戲寶重溫)                                        | Algernon Moncrieff（男主角）                 | 香港演藝學院戲劇院                       |                                       |
| 《酸酸甜甜香港地》（重演）                                     | 拉麵店徒弟                                   | 香港演藝學院歌劇院                       |                                       |
| 《旋轉270°》 (第二屆新視野藝術節參節劇目)                      | 群眾                                         | 香港文化中心劇場                         |                                       |
| 2005                                                           | 《生殺之權》 （戲寶重溫）                    | 夏禮信（男主角）                         | 香港大會堂劇院                        |
| 《鐵娘子》                                                     | 僕人                                         | 葵青劇院演藝廳                           |                                       |
| 《鄭和與成組》                                                 | 鄭和（男主角）                               | 葵青劇院演藝廳                           |                                       |
| 《2月14》（重演）                                              | 男朋友                                       | 上環文娛中心香港話劇團黑盒劇場           |                                       |
| 《新傾城之戀2005》                                             | 范柳原手下                                   | 香港演藝學院歌劇院                       |                                       |
| 《拳手》                                                       | 教練                                         | 上環文娛中心香港話劇團黑盒劇場           |                                       |
| 2006                                                           | 《小飛俠之幻影迷踪》                         | 群眾                                     | 香港文化中心大劇院                    |
| 《新傾城之戀》（2006傾情再遇）                                 | 范柳原手下                                   | 香港演藝學院歌劇院                       |                                       |
| 《長髮幽靈》（反轉版）                                         | 片場大叔                                     | 香港藝術中心壽臣劇院                     |                                       |
| 《盲流感》                                                     | 第一個盲人（主要角色）                       | 葵青劇院演藝廳                           |                                       |
| 《德齡與慈禧》（重新製作）                                     | 群眾                                         | 香港文化中心大劇院                       |                                       |
| 2007                                                           | 《我自在江湖》                               | 東瀛武者                                 | 香港大會堂劇院                        |
| 《藝術》                                                       | 易邦（男主角）                               | 香港藝術中心壽臣劇院                     |                                       |
| 《萬家之寶》                                                   | 群眾                                         | 香港文化中心劇場                         |                                       |
| 《暗戀桃花源》（香港版）                                       | 老陶（主要角色）                             | 香港文化中心大劇院                       |                                       |
| 《梨花夢》                                                     | 賴少秋                                       | 香港演藝學院歌劇院                       |                                       |
| 2008                                                           | 《我愛阿愛》                                 | 吳立德（主要角色）                       | 香港大會堂劇院                        |
| 《家庭保衛隊》                                                 | 洗衣機阿攪                                   | 香港藝術中心壽臣劇院                     |                                       |
| 《藝術》（重演）                                               | 易邦（男主角）                               | 香港大會堂劇院                           |                                       |
| 《德齡與慈禧》（普通話版）                                     | 群眾                                         | 香港文化中心大劇院                       |                                       |
| 《頂頭鎚》                                                     | 阿健（主要角色）                             | 葵青劇院演藝廳                           |                                       |
| 《虎豹別野》                                                   | 弟弟（主要角色）                             | 上環文娛中心香港話劇團黑盒劇場           |                                       |
| 2009                                                           | 《捕月魔君．卡里古拉》                       | 卡里古拉（男主角）                       | 香港大會堂劇院                        |
| 《美麗連繫》                                                   | 王子                                         | 香港文化中心劇場                         |                                       |
| 《橫衝直撞偷錯情》                                             | Victor-Emmanuel Chandebise（男主角）         | 香港大會堂劇院                           |                                       |
| 《李察三世》                                                   | 群眾                                         | 香港文化中心大劇院                       |                                       |
| 《遍地芳菲》                                                   | 喻培倫                                       | 葵青劇院演藝廳                           |                                       |
| 《敦煌．流沙．包》                                             | 九仔（主要角色）                             | 香港大會堂劇院                           |                                       |
| 2009-2010                                                      | 《奇幻聖誕夜》(英語版)、 (粵語版)            | 阿湯                                     | 香港大會堂劇院                        |
| 2010                                                           | 《2029追殺1989》                             | 甘禮良                                   | 香港藝術中心壽臣劇院                  |
| 《橫衝直撞偷錯情》（重演）                                     | Victor-Emmanuel Chandebise（男主角）         | 香港大會堂劇院                           |                                       |
| 《魔鬼契約》                                                   | 天使                                         | 香港文化中心大劇院                       |                                       |
| 《全城熱爆搞大佢》                                             | 丁醫生（主要角色）                           | 上環文娛中心香港話劇團黑盒劇場           |                                       |
| 《我愛阿愛》（重演）                                           | 吳立德（主要角色）                           | 香港大會堂劇院                           |                                       |
| 2011                                                           | 《中國皇后號》                               | 群眾                                     | 香港大會堂劇院                        |
| 《不道德的審判》                                               | Gerardo（男主角）                            | 香港藝術中心壽臣劇院                     |                                       |
| 《遍地芳菲》（重演）                                           | 喻培倫                                       | 香港文化中心大劇院                       |                                       |
| 《一年皇帝夢》                                                 | 袁世凱（男主角）                             | 香港大會堂劇院                           |                                       |
| 《脫皮爸爸》                                                   | 鈴木卓也（男主角）                           | 香港藝術中心壽臣劇院                     |                                       |
| 《奇幻聖誕夜》（重演）                                         | 阿湯                                         | 香港大會堂劇院                           |                                       |
| 2012                                                           | 《半天吊的流浪貓》                           | 演員（男主角）                           | 上環文娛中心香港話劇團黑盒劇場        |
| 《有飯自然香》                                                 | 狗頭                                         | 香港大會堂劇院                           |                                       |
| 《我和秋天有個約會》                                           | 經理人                                       | 香港演藝學院歌劇院                       |                                       |
| 《蝦碌戲班》                                                   | 戴志成（男主角）                             | 香港大會堂劇院                           |                                       |
| 2013                                                           | 《頂頭鎚》（重演）                           | 李惠堂（主要角色）                       | 香港文化中心大劇院                    |
| 《都是龍袍惹的禍》                                             | 僕人                                         | 香港藝術中心壽臣劇院                     |                                       |
| 《櫻桃園》                                                     | 樂百軒（主要角色）                           | 香港大會堂劇院                           |                                       |
| 《十八樓C座》                                                  | 群眾                                         | 香港大會堂劇院、香港理工大學賽馬會綜藝館 |                                       |
| 《有飯自然香》 （重演）                                        | 狗頭                                         | 香港大會堂劇院                           |                                       |
| 2014                                                           | 《如此長江》                                 | 蔣介石（主要角色）                       | 香港文化中心大劇院                    |
| 《脫皮爸爸》（重演）                                           | 鈴木卓也（男主角）                           | 香港藝術中心壽臣劇院                     |                                       |
| 《安・非她命》                                                 | 群眾                                         | 香港大會堂劇院                           |                                       |
| 《都是龍袍惹的禍》（重演）                                     | 僕人                                         | 香港大會堂劇院                           |                                       |
| 《感冒誌》                                                     | 男人（男主角）                               | 香港大會堂劇院                           |                                       |
| 2015                                                           | 《俏紅娘》                                   | 群眾                                     | 香港文化中心大劇院                    |
| 《蠢病還須蠱惑醫》                                             | 情夫                                         | 香港大會堂劇院                           |                                       |
| 《都是龍袍惹的禍》（重演）                                     | 僕人                                         | 高山劇場新翼演藝廳                       |                                       |
| 《緣移戲劇班》                                                 | Schultz（主要角色）                          | 香港大會堂劇院                           |                                       |
| 2016                                                           | 《太平山之疫》                               | 群眾                                     | 香港文化中心大劇院                    |
| 《一頁飛鴻》                                                   | 常映輝（男主角）                             | 香港大會堂劇院                           |                                       |
| 《誰家老婆上床》                                               | 楊世洲委員（男主角）                         | 香港大會堂劇院                           |                                       |
| 《親愛的・胡雪巖》                                             | 阿四（主要角色）                             | 香港大會堂劇院                           |                                       |
| 2017                                                           | 《頂頭鎚2017LIVE+》                          | 李惠堂（主要角色）                       | 香港文化中心大劇院                    |
| 《回歸》                                                       | Sam                                          | 香港藝術中心壽臣劇院                     |                                       |
| 《塵上不囂》                                                   | 牧師                                         | 香港大會堂劇院                           |                                       |
| 《埋藏的秘密》                                                 | Bradley                                      | 香港大會堂劇院                           |                                       |
| 《紅梅再世》                                                   | 盧父                                         | 香港文化中心大劇院                       |                                       |
| 《父親》                                                       | 男人                                         | 香港藝術中心壽臣劇院                     |                                       |
| 2017-2018                                                      | 《奇幻聖誕夜》（重演）                       | 阿湯                                     | 香港演藝學院歌劇院                    |
| 2018                                                           | 《公司感謝您》                               | Krusenstern（男主角）                    | 香港大會堂劇院                        |
| 《原則》(2018新版）                                            | 蔡林（主要角色）                             | 香港大會堂劇院                           |                                       |
| 2018-2019                                                      | 《玻璃動物園》（新光中國戲曲文化出品）       | Jim O'Connor（主要角色）                 | 新光戲院                              |
| 2019                                                           | 《結婚》（重演）                             | 中原大助                                 | 元朗劇院演藝廳                        |
| 《父親》（重演）                                               | 男人                                         | 香港大會堂劇院                           |                                       |
| 《如夢之夢》                                                   | 五號病人A（男主角）                          | 西九文化區藝術公園自由空間大盒           |                                       |
| 2020                                                           | 《叛侶》                                     | 丈夫（男主角）                           | 香港大會堂劇院                        |
| 此起以藝名申偉強演出：                                         |                                              |                                          |                                       |
| 2020                                                           | 《父親》（重演） (因疫情取消）               | 男人                                     | 香港大會堂劇院                        |
| 《原則》（重演）（Panasonic呈獻） (話劇團首次作線上直播及點播) | 蔡林（主要角色）                             | 香港大會堂劇院                           |                                       |
| 《美麗團員大結局》 (因疫情取消）                               | 馬世達                                       | 香港大會堂劇院                           |                                       |
| 2021                                                           | 《父親》（重演）                             | 男人                                     | 香港大會堂劇院                        |
| 《美麗團員大結局》                                             | 馬世達                                       | 香港大會堂劇院                           |                                       |
| 《往大馬士革之路》                                             | 男人（男主角）                               | 香港大會堂劇院                           |                                       |
| 2022                                                           | 《愛情觀自在》                               | 娜父                                     | 香港大會堂劇院                        |
| 《兩刃相交》                                                   | 嬌嫩                                         | 西九文化區藝術公園自由空間大盒           |                                       |
| 《天下第一樓》                                                 | 王子西（主要角色）                           | 香港文化中心大劇院                       |                                       |
| 2023                                                           | 《不散的筵席》                               | 希治廓                                   | 香港藝術中心壽臣劇院                  |
| 《史家本第二零二三回之伏虎降龍》                               | 虎千山（主要角色）                           | 香港大會堂劇院                           |                                       |
| HKREP On Screen: 《原則》 (從劇場走到影院)                     | 蔡林（主要角色）                             | MCL K11 Art House                        |                                       |
| 《從金鐘到莫斯科》                                             | 群眾                                         | 香港大會堂劇院                           |                                       |
| 2024                                                           | 《醫・道》                                   | Roger Hardiman（主要角色）               | 香港藝術中心壽臣劇院                  |
| 2025                                                           | 《天下第一樓》                               | 王子西（主要角色）                       | 香港文化中心大劇院                    |

### 社區演出[1]:5
| 年份 | 劇名                                                                         | 地點           |
| 2010 | 「文化落區2010-2011系列」之「濃情滿中西」戲劇新體驗 親情溫馨喜劇《我愛阿愛》 | 香港大會堂劇院 |

### 外訪演出[18]:4[19]:4[22]:2[23]:2[21]:2[20]:2
| 年份                       | 劇名                                            | 角色                                 | 地點                                                                               |
| 2000                       | 《仲夏夜之夢》（重演）                          | 精靈                                 | 台北國家劇院                                                                       |
| 2002                       | 《讓我愛一次》（重演）                          | Ken                                  | 澳門文化中心小劇院、廣州友誼劇院                                                   |
| 《新傾城之戀》             | 范柳原手下                                      | 澳門文化中心綜合劇院                 |                                                                                    |
| 2003                       | 《長髮幽靈》                                    | 片埸大叔                             | 澳門文化中心小劇院                                                                 |
| 2004                       | 《酸酸甜甜香港地》（重演）                      | 拉麵店徒弟                           | 杭州蕭山劇院、上海天蟾逸夫舞台                                                     |
| 2005                       | 《新傾城之戀2005》                              | 范柳原手下                           | 上海話劇藝術中心藝術劇院                                                           |
| 2007                       | 《暗戀桃花源》（三地聯演版）                    | 老陶（主要角色）                     | 北京首都劇場                                                                       |
| 2008                       | 《藝術》                                        | 易邦（男主角）                       | 澳門文化中心小劇院                                                                 |
| 《德齡與慈禧》（普通話版） | 群眾                                            | 北京國家大劇院戲劇場                 |                                                                                    |
| 2010                       | 《沉默是針》                                    | Victor-Emmanuel Chandebise（男主角） | 廣州廣聯禮堂                                                                       |
| 2011                       | 《遍地芳菲》                                    | 喻培倫                               | 廣州大劇院歌劇廳                                                                   |
| 《脫皮爸爸》               | 鈴木卓也（男主角）                              | 廣東歌舞劇院小劇場                   |                                                                                    |
| 2012                       | 《我和秋天有個約會》                            | 經理人                               | 台北新舞臺                                                                         |
| 2014                       | 《脫皮爸爸》（日本首演）                        | 鈴木卓也（男主角）                   | 日本名古屋長久手市文化之家風之會堂                                                 |
| 《都是龍袍惹的禍》         | 僕人                                            | 廣州話劇藝術中心十三號劇院           |                                                                                    |
| 2015                       | 《都是龍袍惹的禍》                              | 僕人                                 | 北京國家大劇院戲劇場、上海大劇院中劇場                                             |
| 2016                       | 《親愛的・胡雪巖》                              | 阿四（主要角色）                     | 上海天蟾逸夫舞台                                                                   |
| 2020                       | 《原則》                                        | 蔡林（主要角色）                     | 新加坡濱海藝術中心小劇場                                                           |
| 2024                       | 《原則》英國巡廻演讀                            | 陳賢（男主角）                       | 英國 諾定咸、京士頓、曼徹斯特                                                      |
| 2024-2025                  | 《天下第一樓》深圳-佛山-蘇州-北京-上海 巡迴演出 | 王子西                               | 深圳濱海藝術中心、 佛山大劇院、 蘇州灣大劇院、 北京天橋藝術中心、 上海東方藝術中心 |

### 讀劇演繹[2]:5[34]
| 年份                        | 劇名                                      | 備註                                                                                         |
| 2009                        | 讀戲劇場—《雪山飛狐》                     | 香港大會堂高座演奏廳                                                                         |
| 讀戲劇場—《橫衝直撞偷錯情》 | 香港大會堂演奏廳                          |                                                                                              |
| 讀戲劇場—《2029追殺1989》   | 香港大會堂演奏廳                          |                                                                                              |
| 讀戲劇場—《敦煌．流沙．包》 | 香港大會堂演奏廳                          |                                                                                              |
| 2010                        | 讀戲劇場—《2029追殺1989》（第二回！）     | 香港藝術中心壽臣劇院                                                                         |
| 讀戲劇場—《全城熱爆搞大佢》 | 香港大會堂演奏廳                          |                                                                                              |
| 讀戲劇場—《不道德的審判》   | 香港大會堂演奏廳                          |                                                                                              |
| 2012                        | 讀戲劇場—《危樓》                         | 香港大會堂演奏廳                                                                             |
| 2013                        | 讀戲劇場—《都是龍袍惹的禍》               | 香港大會堂演奏廳                                                                             |
| 2014                        | 《最後疑問》                              | 香港大會堂劇院                                                                               |
| 2015                        | 亞瑟・米勒演讀體驗劇場《嚴峻的考驗》      | 沙田大會堂展覽廳                                                                             |
| 2017                        | 品戲非洲《拚死阻止》                      | 葵青劇院黑盒劇場                                                                             |
| 2018                        | 讀戲劇場—《黑鳥》                         | 香港大會堂高座演奏廳                                                                         |
| 2024                        | 讀劇劇場 －《下一站，天國》               | 香港大會堂高座演奏廳                                                                         |
| 英國巡廻演讀 －《原則》     | 英國 諾定咸、京士頓、曼徹斯特             |                                                                                              |
| 2025                        | 《一頁飛鴻》(2014) 廣播劇選段：第十場F、G | 《劇本的回音》2013-2017年香港劇本選輯與讀劇網上廣播計劃 ，國際演藝評論家協會-香港分會IATC-HK |

### 電視節目[4]:3
| 年份 | 節目名稱 | 角色             | 機構  |
| 2024 | 《選角》 | 表演指導（戲劇） | ViuTV |

### 電視劇[5]:3
| 年份 | 劇名         | 角色 | 機構  |
| 2025 | 《光明大押》 | 阿龍 | ViuTV |

### 電影[35][36][37][38]
| 年份           | 劇名                                | 備註                                               |
| 1992           | 《不文騷》                          | 高志森影業有限公司 東方電影出品有限公司 導演陳奧圖 |
| 1993           | 《情人知己》                        | 新宝娱乐有限公司 導演陳德森                        |
| 1994           | 《阿德哂命》                        | 中影寰亚音像制品有限公司 導演盧堅                  |
| 《人善被人欺》 | 中华娱乐电影制作有限公司 導演柯星沛 |                                                    |

### 商業廣告[39][40]
| 年份 | 廣告                         | 機構                 |
| 2017 | 《美聯物密CHAT 廣告》        | 美聯物業             |
| 2019 | 《香港按揭證券有限公司廣告》 | 香港按揭證券有限公司 |

### 配音[28]:2
| 年份                     | 電影資料                              | 配演角色                      | 機構       |
| 2003                     | 《海底奇兵》 (Finding Nemo)           | 龜龜 (阿古) (Crush)           | 華特迪士尼 |
| 2005                     | 《荒失失奇兵》 (Madagascar)           | 朱利安國王 (King Julien XIII) | 夢工場     |
| 2017                     | 《反斗車王》系列 (Cars) Series        | 阿飛（飛力） (Fillmore)       | 華特迪士尼 |
| 2019                     | 《愛登士家庭》 (The Addams Family)    | 哥梅茲 (Gomez Addams)         | 環球影業   |
| 2021                     | 《愛登士家庭2》 (The Addams Family 2) | 哥梅茲) (Gomez Addams)        | 環球影業   |
| 《奇幻魔法屋》 (Encanto) | 冇古斯汀 (Agustin Madrigal)           | 華特迪士尼                    |            |

### 幕後工作[2]:6
| 年份           | 劇名                                 | 備註                                                   |
| 2002           | 《戀戀4x6》                          | 故事創作                                               |
| 2003           | 《女幹探》                           | 故事創作                                               |
| 《長髮幽靈》   | 助理導演                             |                                                        |
| 2007           | 《三三不盡》                         | 聯合編劇                                               |
| 2008           | 《劇場裏的臥虎與藏龍III》作品展演/現 | 導演、聯合編劇、佈景設計、燈光設計、音響設計、服裝設計 |
| 2010           | 《魔鬼契約》                         | 填詞                                                   |
| 2012           | 《我和秋天有個約會》                 | 助理導演                                               |
| 《有飯自然香》 | 助理導演                             |                                                        |
| 2015           | 《引狼入室》                         | 助理導演                                               |
| 2017           | 《浮游》                             | 導演                                                   |
| 2018           | 《浮游》                             | 導演                                                   |
| 《黑鳥》       | 導演                                 |                                                        |
| 2019           | 《盛宴》（重演）                     | 助理導演                                               |

### 書籍[41]
| 年份 | 作品                       | 備註 |
| 2013 | 《戲道．香港話劇團談表演》 | 合著 |

### 戲劇教育及講座[2]:7
| 年份                                                  | 項目名稱                                                 |
| 2008                                                  | 《劇場裏的臥虎與藏龍III》作品展演／現                    |
| 2009                                                  | 《捕月魔君．卡里古拉》（學生專場）                       |
| 《美麗連繫》（學生專場）                              |                                                          |
| 《橫衝直撞偷錯情》（學生專場）                        |                                                          |
| 《遍地芳菲》（學生專場）                              |                                                          |
| 《敦煌．流沙．包》（學生專場）                        |                                                          |
| 2010                                                  | 《劇場裏的臥虎與藏龍V》作品展演／現                      |
| 2011                                                  | 《脫皮爸爸》的煩惱－認識腦退化症講座                     |
| 劇場人與你《相約星期二》：演員的最佳狀態～辛偉強      |                                                          |
| 2012                                                  | 《奇幻聖誕夜》演前導賞講座暨演出（高中生藝術新體驗計劃） |
| 2014                                                  | 2013/14高中生藝術新體驗計劃《如此長江》演前講座及演出    |
| 2013/14高中生藝術新體驗計劃《脫皮爸爸》演出暨演後討論 |                                                          |

### 獎項及榮譽[3]:3[42][43][44][45]
| 年份                   | 頒獎典禮                | 獎項                    | 作品               | 角色                       | 結果 |
| 1998                   | 第七屆香港舞台劇獎      | 最佳男配角（悲劇/正劇） | 瘋雨狂居           | John                       | 提名 |
| 1999                   | 第八屆香港舞台劇獎      | 最佳男配角（悲劇/正劇） | 《北京大爺》       | 德文滿                     | 提名 |
| 2001                   | 第十屆香港舞台劇獎      | 最佳男配角（喜劇/鬧劇） | 《一拍兩散偷錯情》 | 偷情男                     | 提名 |
| 2003                   | 第十二屆香港舞台劇獎    | 最佳男配角（悲劇/正劇） | 《如夢之夢》       | 年輕王德寶                 | 獲獎 |
| 2006                   | 第十五屆香港舞台劇獎    | 最佳男主角(悲劇／正劇)  | 《生殺之權》       | 夏禮信                     | 獲獎 |
| 2007                   | 第十六屆香港舞台劇獎    | 最佳男主角(喜劇／鬧劇)  | 《橫衝直撞偷錯情》 | Victor-Emmanuel Chandebise | 提名 |
| 第十六屆香港舞台劇獎   | 最佳男配角 (悲劇/ 正劇) | 《盲流感》              | 第一個盲人         | 提名                       |      |
| 2008                   | 第十七屆香港舞台劇獎    | 最佳男主角(喜劇／鬧劇)  | 《藝術》           | 易邦                       | 獲獎 |
| 2010                   | 第十九屆香港舞台劇獎    | 最佳男主角(喜劇／鬧劇)  | 《橫衝直撞偷錯情》 | Victor-Emmanuel Chandebise | 提名 |
| 2012                   | 第二十一屆香港舞台劇獎  | 最佳男主角(喜劇／鬧劇)  | 《脫皮爸爸》       | 鈴木卓也                   | 獲獎 |
| 2016                   | 第十屆華文戲劇節        | 優秀表演獎              | 《一頁飛鴻》       | 常映輝                     | 獲獎 |
| 2017                   | 第二十六屆香港舞台劇獎  | 最佳男主角 (悲劇/ 正劇) | 《一頁飛鴻》       | 常映輝                     | 提名 |
| 第二十六屆香港舞台劇獎 | 最佳男主角(喜劇／鬧劇)  | 《誰家老婆上錯床》      | 楊世洲委員         | 提名                       |      |
| 第二十六屆香港舞台劇獎 | 最佳男配角 (悲劇/ 正劇) | 《親愛的・胡雪巖》      | 阿四               | 提名                       |      |
| 2019                   | 第二十八屆香港舞台劇獎  | 最佳男主角(喜劇／鬧劇)  | 《公司感謝你》     | Krusenstern                | 提名 |
| 第二十八屆香港舞台劇獎 | 最佳男配角 (悲劇/ 正劇) | 《原則》                | 蔡林               | 提名                       |      |
| 第三届華語戲劇盛典     | 最佳男配角              | 《結婚》                | 中原大助           | 提名                       |      |
| 2023                   | 第七届華語戲劇盛典      | 最佳男配角              | 《天下第一樓》     | 王子西                     | 提名 |

## 外部連結
- 申偉強的Instagram頁
- 辛偉強的Facebook頁